# Liste der Staatsoberhäupter 1962
Übersicht
◄◄ | ◄ | 1958 | 1959 | 1960 | 1961 | Liste der Staatsoberhäupter 1962 | 1963 | 1964 | 1965 | 1966 | ► | ►►

Weitere Ereignisse

## Afrika
- Ägypten
  - Staatsoberhaupt: Präsident Gamal Abdel Nasser (1954, 1954–1970) (bis 1956 Vorsitzender des revolutionären Kommandorats) (1954, 1954–1958 Regierungschef)
  - Regierungschef: Ministerpräsident Ali Sabri (29. September 1962–1965)

- Algerien (seit 5. Juli 1962 unabhängig)
  - Staatsoberhaupt:
    - Präsident des provisorischen Exekutivrats Abdur Rahman Farès (5. Juli 1962 bis 25. September 1962)
    - Präsident der provisorischen Regierung Ferhat Abbas (25. September 1962–1963)

  - Regierungschef:
    - Chef der provisorischen Regierung der algerischen Revolution Benyoucef Ben Khedda (5. Juli 1962 bis 4. August 1962)
    - Chef der provisorischen Regierung der algerischen Revolution Ahmed Ben Bella (7. August 1962–1963) (ab 25. September Ministerpräsident) (1963–1965 Präsident)

- Äthiopien
  - Staatsoberhaupt: Kaiser Haile Selassie (1930–1974) (1936–1941 im Exil)
  - Regierungschef: Ministerpräsident Aklilu Habte-Wold (1961–1974)

- Burundi (seit 1. Juli 1962 unabhängig)
  - Staatsoberhaupt: König Mwambutsa IV. Bangiriceng (1. Juli 1962–1966)
  - Regierungschef: Ministerpräsident André Muhirwa (1. Juli 1962–1963)

- Dahomey (ab 1975 Benin)
  - Staats- und Regierungschef: Präsident Hubert Maga (1960–1963, 1970–1972)

- Elfenbeinküste
  - Staats- und Regierungschef: Präsident Félix Houphouët-Boigny (1960–1993)

- Gabun
  - Staats- und Regierungschef: Präsident Léon M’ba (1960–1964, 1964–1967)

- Ghana
  - Staats- und Regierungschef: Präsident Kwame Nkrumah (1960–1966) (1957–1960 Ministerpräsident)

- Guinea
  - Staats- und Regierungschef: Präsident Ahmed Sékou Touré (1958–1984)

- Kamerun
  - Staats- und Regierungschef: Präsident Ahmadou Ahidjo (1960–1982)

- Kongo-Brazzaville (1970–1992 Volksrepublik Kongo; ab 1992 Republik Kongo)
  - Staats- und Regierungschef: Präsident Fulbert Youlou (1960–1963)

- Kongo-Léopoldville (1964–1971, seit 1997 Demokratische Republik Kongo, 1971–1997 Zaire)
  - Staatsoberhaupt: Präsident Joseph Kasavubu (1960–1965)
  - Regierungschef: Ministerpräsident Cyrille Adoula (1961–1964)

- Liberia
  - Staats- und Regierungschef: Präsident William S. Tubman (1944–1971)

- Libyen
  - Staatsoberhaupt: König Idris (1951–1969)
  - Regierungschef: Ministerpräsident Muhammad Uthman as-Said (1960–1963)

- Madagaskar
  - Staats- und Regierungschef: Liste der Staatsoberhäupter von Madagaskar#Liste der AmtsinhaberPhilibert Tsiranana (1960–1972)

- Mali
  - Staats- und Regierungschef: Präsident Modibo Keïta (1960–1968)

- Marokko
  - Staatsoberhaupt: König Hassan II. (1961–1999)

- Mauretanien
  - Staats- und Regierungschef: Präsident Moktar Ould Daddah (1960–1978)

- Niger
  - Staats- und Regierungschef: Präsident Hamani Diori (1960–1974)

- Nigeria
  - Staatsoberhaupt: Königin Elisabeth II. (1960–1963)
    - Generalgouverneur: Nnamdi Azikiwe (1960–1963) (1963–1966 Präsident)

  - Regierungschef: Premierminister Abubakar Tafawa Balewa (1960–1966)

- Obervolta (ab 1984 Burkina Faso)
  - Staats- und Regierungschef: Präsident Maurice Yaméogo (1960–1966)

- Ruanda (seit 1. Juli 1962 unabhängig)
  - Staats- und Regierungschef: Präsident Grégoire Kayibanda (1. Juli 1962–1973)

- Senegal
  - Staatsoberhaupt: Präsident Léopold Sédar Senghor (1960–1980)
  - Regierungschef: Ministerpräsident Mamadou Dia (1960–18. Dezember 1962) (Amt abgeschafft)

- Sierra Leone
  - Staatsoberhaupt: Königin Elisabeth II. (1961–1971)
    - Generalgouverneur:
      - Maurice Henry Dorman (1961–5. Mai 1962)
      - Henry Josiah Lightfoot Boston (5. Mai 1962–1968)

  - Regierungschef: Ministerpräsident Milton Margai (1961–1964)

- Somalia
  - Staatsoberhaupt: Präsident Aden Abdullah Osman Daar (1960–1967) (1967–1969 Präsident)
  - Regierungschef: Ministerpräsident Abdirashid Ali Shermarke (1960–1964)

- Südafrika
  - Staatsoberhaupt: Präsident Charles Robberts Swart (1961–1967) (1960–1961 Generalgouverneur)
  - Regierungschef: Ministerpräsident Hendrik Frensch Verwoerd (1958–1966)

- Sudan
  - Staatsoberhaupt: Präsident Ibrahim Abbud (1958–1964)
  - Regierungschef: Ministerpräsident Ibrahim Abbud (1958–1964)

- Tanganjika (seit 9. Dezember 1962 Republik) (1964 mit Sansibar zu Tansania vereinigt)
  - Staatsoberhaupt:
    - Königin Elisabeth II. (1961–9. Dezember 1962)
      - Generalgouverneur: Richard Gordon Turnbull (1961–9. Dezember 1962)

    - Präsident Julius Nyerere (9. Dezember 1962–1985) (1961–1962 Ministerpräsident)

  - Regierungschef:
    - Ministerpräsident Julius Nyerere (1961–22. Januar 1962) (1962–1985 Präsident)
    - Ministerpräsident Rashidi Kawawa (22. Januar 1962 bis 9. Dezember 1962, 1972–1977)

- Togo
  - Staats- und Regierungschef: Präsident Sylvanus Olympio (1960–1963)

- Tschad
  - Staats- und Regierungschef: Präsident François Tombalbaye (1960–1975)

- Tunesien
  - Staats- und Regierungschef: Präsident Habib Bourguiba (1957–1987) (1956–1957 Ministerpräsident)

- Uganda (seit 9. Oktober 1962 unabhängig)
  - Staatsoberhaupt Königin Elisabeth II. (9. Oktober 1962–1963)
    - Generalgouverneur Walter Fleming Coutts (9. Oktober 1962–1963)

  - Regierungschef: Ministerpräsident Milton Obote (9. Oktober 1962–1966)

- Zentralafrikanische Republik
  - Staats- und Regierungschef: Präsident David Dacko (1960–1966, 1979–1981)

## Amerika

### Nordamerika
- Kanada
  - Staatsoberhaupt: Königin Elisabeth II. (1952–2022)
    - Generalgouverneur: Georges Vanier (1959–1967)

  - Regierungschef: Premierminister John Diefenbaker (1957–1963)

- Mexiko
  - Staats- und Regierungschef: Präsident Adolfo Ruiz Cortines (1958–1964)

- Vereinigte Staaten von Amerika
  - Staats- und Regierungschef: Präsident John F. Kennedy (1961–1963)

### Mittelamerika
- Costa Rica
  - Staats- und Regierungschef:
    - Präsident Mario Echandi Jiménez (1958–8. Mai 1962)
    - Präsident Francisco José Orlich Bolmarcich (8. Mai 1962–1966)

- Dominikanische Republik
  - Staats- und Regierungschef:
    - Präsident Joaquín Balaguer (1960–16. Januar 1962, 1966–1978, 1986–1996)
    - Ziviler Militärrat (16. Januar 1962 bis 18. Januar 1962)
    - Präsident Rafael Filiberto Bonelly (18. Januar 1962–1963)

- El Salvador
  - Staats- und Regierungschef:
    - Zivil-Militärisches Direktorium (1961–25. Januar 1962)
    - Präsident: Eusebio Rodolfo Cordón Cea (25. Januar 1962 bis 1. Juli 1962) (kommissarisch)
    - Präsident: Julio Adalberto Rivera Carballo (1. Juli 1962–1967) (1961–1962 Mitglied des Zivilen Militärrats)

- Guatemala
  - Staats- und Regierungschef: Präsident José Miguel Ramón Idígoras Fuentes (1958–1963)

- Haiti
  - Staats- und Regierungschef: Präsident François Duvalier (1957–1971)

- Honduras
  - Staats- und Regierungschef: Präsident José Ramón Villeda Morales (1957–1963)

- Jamaika (6. August 1962 Unabhängigkeit)
  - Staatsoberhaupt: Königin Elisabeth II. (6. August 1962–2022)
    - Generalgouverneur:
      - Kenneth Blackburne (6. August 1962 bis 30. November 1962)
      - Clifford Campbell (1. Dezember 1962–1973)

  - Regierungschef: Premierminister Alexander Bustamante (6. August 1962–1967)

- Kuba
  - Staatsoberhaupt: Präsident Osvaldo Dorticós Torrado (1959–1976)
  - Regierungschef: Ministerpräsident Fidel Castro (1959–2008) (1976–2008 Präsident des Staatsrats und Präsident des Ministerrats)

- Nicaragua
  - Staats- und Regierungschef: Präsident Luís Somoza Debayle (1956–1963)

- Panama
  - Staats- und Regierungschef: Präsident Roberto Francisco Chiari Remón (1949, 1960–1964)

- Westindische Föderation (1958–1962 Föderation britischer Kolonien)
  - Staatsoberhaupt: Königin Elisabeth II. (1958–31. Mai 1962)
    - Generalgouverneur: Patrick Buchan-Hepburn, 1. Baron Hailes (1958–31. Mai 1962)

  - Regierungschef: Premierminister  Grantley Herbert Adams (1958–31. Mai 1962)

- Trinidad und Tobago (31. August 1962 Unabhängigkeit)
  - Staatsoberhaupt: Königin Elisabeth II. (31. August 1962–1976)
    - Generalgouverneur: Solomon Hochoy (31. August 1962–1972)

  - Regierungschef: Ministerpräsident Eric Eustace Williams (31. August 1962–1981)

### Südamerika
- Argentinien
  - Staats- und Regierungschef:
    - Präsident Arturo Frondizi (1958–29. März 1962)
    - Senatspräsident José María Guido (29. März 1962–1963) (kommissarisch)

- Bolivien
  - Staats- und Regierungschef: Präsident Víctor Paz Estenssoro (1952–1956, 1960–1964, 1985–1998)

- Brasilien
  - Staatsoberhaupt:
    - Präsident João Goulart (1961–1964)

  - Regierungschef:
    - Ministerpräsident Tancredo Neves (8. September 1961 bis 3. Juli 1962)
    - Senatspräsident Auro Soares de Moura Andrade (3. Juli 1962 bis 10. Juli 1962) (kommissarisch)
    - Ministerpräsident Francisco de Paula Brochado da Rocha (10. Juli–1962–17. September 1962)
    - Ministerpräsident Hermes Lima (17. September 1962–1963)

- Chile
  - Staats- und Regierungschef: Präsident Jorge Alessandri (1958–1964)

- Ecuador
  - Staats- und Regierungschef: Präsident Carlos Julio Arosemena Monroy (1961–1963)

- Kolumbien
  - Staats- und Regierungschef:
    - Präsident Alberto Lleras Camargo (1945–1946, 7. August 1958–1962)
    - Präsident Guillermo León Valencia (7. August 1962–1966)

- Paraguay
  - Staats- und Regierungschef: Präsident Alfredo Stroessner (1954–1989)

- Peru
  - Staatsoberhaupt:
    - Präsident Manuel Prado y Ugarteche (1939–1945, 1956–18. Juli 1962)
    - Vorsitzender der Militärjunta Ricardo Pérez Godoy (18. Juli 1962–1963)

  - Regierungschef:
    - Ministerpräsident Carlos Moreyra y Paz Soldán (1961–18. Juli 1962)
    - Ministerpräsident Nicolás Lindley López (18. Juli 1962–1963) (1963 Vorsitzender der Militärjunta)

- Uruguay
  - Staats- und Regierungschef:
    - Vorsitzender des Nationalrats Eduardo Víctor Haedo (1961–1. März 1962)
    - Vorsitzender des Nationalrats Faustino Harrison (1. März 1962–1963)

- Venezuela
  - Staats- und Regierungschef: Präsident Rómulo Betancourt (1945–1948, 1959–1964)

## Asien

### Ost-, Süd- und Südostasien
- Bhutan
  - Staatsoberhaupt: König Jigme Dorje Wangchuck (1952–1972)
  - Regierungschef: Ministerpräsident Jigme Palden Dorji (1952–1964)

- Burma (ab 1989 Myanmar)
  - Staatsoberhaupt:
    - Präsident Win Maung (1957–2. März 1962)
    - Vorsitzender des Revolutionsrats Ne Win (2. März 1962–1981) (ab 1974 Präsident) (1958–1960, 1962–1974 Ministerpräsident)

  - Regierungschef:
    - Ministerpräsident U Nu (1948–1956, 1957–1958, 1960–2. März 1962)
    - Ministerpräsident Ne Win (2. März 1962–1974) (1962–1974 Vorsitzender des Revolutionsrats) (1974–1981 Präsident)

- Ceylon (ab 1972 Sri Lanka)
  - Staatsoberhaupt: Königin Elisabeth II. (1952–1972)
    - Generalgouverneur William Gopallawa (1962–1972) (1972–1978 Präsident)
    - Generalgouverneur:
      - Oliver Goonetilleke (1954–2. März 1962)
      - William Gopallawa (2. März 1962–1972) (1972–1978 Präsident)

  - Regierungschef: Premierministerin Sirimavo Bandaranaike (1960–1965, 1970–1977, 1994–2000)

- Republik China (Taiwan)
  - Staatsoberhaupt: Präsident Chiang Kai-shek (1950–1975) (1928–1931, 1943–1948 Vorsitzender der Nationalregierung Chinas, 1948–1949 Präsident von Nationalchina; 1930–1931, 1935–1938, 1939–1945, 1947 Ministerpräsident von Nationalchina)
  - Regierungschef: Ministerpräsident Chen Cheng (1950–1954, 1958–1963)

- Volksrepublik China
  - Parteichef: Vorsitzender der Kommunistischen Partei Chinas Mao Zedong (1943–1976) (1949–1954 Vorsitzender der zentralen Volksregierung; 1954–1959 Präsident)
  - Staatsoberhaupt: Präsident Liu Shaoqi (1959–1968)
  - Regierungschef: Ministerpräsident Zhou Enlai (1949–1976)

- Indien
  - Staatsoberhaupt:
    - Präsident Rajendra Prasad (1950–13. Mai 1962)
    - Präsident Sarvepalli Radhakrishnan (13. Mai 1962–1967)

  - Regierungschef: Premierminister Jawaharlal Nehru (1947–1964)

- Indonesien
  - Staatsoberhaupt: Präsident Sukarno (1945–1967)
  - Regierungschef: Ministerpräsident Djuanda Kartawidjaja (1957–1963)

- Japan
  - Staatsoberhaupt: Kaiser Hirohito (1926–1989)
  - Regierungschef: Premierminister Hayato Ikeda (1960–1964)

- Kambodscha
  - Staatsoberhaupt: Präsident Norodom Sihanouk (1960–1970, 1975–1976, 1993) (1941–1955, 1993–2004 König) (1991–1993 Vorsitzender des obersten Nationalrats) (1945, 1950, 1952–1953, 1954, 1955–1956, 1956, 1956, 1957, 1958–1960, 1961–1962 Ministerpräsident)
  - Regierungschef:
    - Ministerpräsident Norodom Sihanouk (1945, 1950, 1952–1953, 1954, 1955–1956, 1956, 1956, 1957, 1958–1960, 1961–6. August 1962) (1941–1955, 1993–2004 König) (1991–1993 Vorsitzender des obersten Nationalrats)
    - Ministerpräsident Nhiek Tioulong (13. Februar 1962 bis 6. August 1962) (kommissarisch)
    - Ministerpräsident Chau Sen Cocsal Chhum (6. August 1962 bis 6. Oktober 1962)
    - Ministerpräsident Norodom Kantol (6. Oktober 1962–1966)

- Nordkorea
  - De-facto-Herrscher: Kim Il-sung (1948–1994)
  - Staatsoberhaupt: Vorsitzender des Präsidiums der Obersten Volksversammlung Choe Yong-gon (1957–1972)
  - Regierungschef: Ministerpräsident Kim Il-sung (1948–1972)

- Südkorea
  - Staats- und Regierungschef:
    - Präsident Yun Bo-seon (1960–24. März 1962)
    - Präsident Park Chung-hee (24. März 1962–1979) (bis 1963 kommissarisch)

- Laos
  - Staatsoberhaupt: König Savang Vatthana (1959–1975)
  - Regierungschef:
    - Ministerpräsident Boun Oum (1960–23. Juni 1962)
    - Ministerpräsident Souvanna Phouma (1951–1954, 1956–1958, 1960, 23. Juni 1962–1975)

- Malaya (ab 1963 Malaysia)
  - Staatsoberhaupt: Oberster Herrscher Syed Putra (1960–1965)
  - Regierungschef: Ministerpräsident Abdul Rahman (1957–1959, 1959–1970)

- Nepal
  - Staatsoberhaupt: König Mahendra (1955–1972)
  - Regierungschef: Ministerpräsident Tulsi Giri (1960–1963, 1964–1965, 1975–1977)

- Pakistan
  - Staats- und Regierungschef: Präsident Muhammed Ayub Khan (1958–1969) (1958 Ministerpräsident)

- Philippinen
  - Staats- und Regierungschef: Präsident Diosdado Macapagal (1961–1965)

- Sikkim (unter indischer Suzeränität)
  - Staatsoberhaupt: König Tashi Namgyal (1914–1963)
  - Regierungschef: Dewan Baleshwar Prasad (1959–1963)

- Singapur (1959–1963 Selbstverwaltung im Britischen Weltreich)
  - Staatsoberhaupt: Präsident Yusof bin Ishak (1959–1970)
  - Regierungschef: Premierminister Lee Kuan Yew (1959–1990)

- Thailand
  - Staatsoberhaupt: König Rama IX. Bhumibol Adulyadej (1946–2016)
  - Regierungschef: Ministerpräsident Sarit Thanarat (1958–1963)

- Nordvietnam
  - Staatsoberhaupt: Präsident Hồ Chí Minh (1945–1969) (1945–1955 Ministerpräsident)
  - Regierungschef: Ministerpräsident Phạm Văn Đồng (1955–1976) (1976–1987 Vorsitzender des Ministerrats von Vietnam)

- Südvietnam
  - Staats- und Regierungschef: Präsident Ngô Đình Diệm (1955–1963) (1954–1955 Ministerpräsident)

### Vorderasien
- Irak
  - Staatsoberhaupt: Vorsitzender des Souveränitätsrats Muhammad Nadschib ar-Rubai'i (1958–1963)
  - Regierungschef: Ministerpräsident Abd al-Karim Qasim (1958–1963)

- Iran
  - Staatsoberhaupt: Schah Mohammad Reza Pahlavi (1941–1979)
  - Regierungschef:
    - Ministerpräsident Ali Amini (1961–21. Juli 1962)
    - Ministerpräsident Asadollah Alam (21. Juli 1962–1964)

- Israel
  - Staatsoberhaupt: Präsident Jizchak Ben Zwi (1952–1963)
  - Regierungschef: Ministerpräsident David Ben-Gurion (1948–1953, 1955–1963)

- Jemen (seit 27. September 1962 Jemenitische Arabische Republik)
  - Staats- und Regierungschef:
    - König Ahmad ibn Yahya (1948–1955, 1955–18. September 1962)
    - König Muhammad al-Badr (19. September 1962 bis 27. September 1962)

  - Staatsoberhaupt:
    - Präsident Abdullah as-Sallal (27. September 1962–1967) (bis 3. Oktober 1962 Vorsitzender des revolutionären Kommandorates) (1962–1963, 1965, 1966–1967 Ministerpräsident)

  - Regierungschef: Ministerpräsident Abdullah as-Sallal (28. September 1962–1963, 1965, 1966–1967) (1962–1967 Präsident)

- Jordanien
  - Staatsoberhaupt: König Hussein (1952–1999)
  - Regierungschef:
    - Ministerpräsident Bahdschat at-Talhuni (1960–28. Januar 1962, 1964–1965, 1967–1969, 1969–1970)
    - Ministerpräsident Wasfi at-Tall (28. Januar 1962–1963, 1965–1967, 1970–1971)

- Kuwait
  - Staatsoberhaupt: Emir Abdullah III. (1961–1965)
  - Regierungschef: Ministerpräsident Dschabir al-Ahmad al-Dschabir as-Sabah (17. Januar 1962–1963, 1965–1978) (1977–2006 Emir)

- Libanon
  - Staatsoberhaupt: Präsident Fuad Schihab (1952, 1958–1964) (1952 Ministerpräsident)
  - Regierungschef: Ministerpräsident Rashid Karami (1955–1956, 1958–1960, 1961–1964, 1965–1966, 1966–1968, 1969–1970, 1975–1976, 1984–1987)

- Oman (1891–1971 britisches Protektorat)
  - Staats- und Regierungschef: Sultan Said ibn Taimur (1932–1970)

- Saudi-Arabien
  - Staats- und Regierungschef: König Saud ibn Abd al-Aziz (1953–1964)

- Syrien
  - Staatsoberhaupt: Präsident Nazim al-Qudsi (1961–1963) (1949, 1950–1951 Ministerpräsident)
  - Regierungschef:
    - Ministerpräsident Maaruf al-Dawalibi (1951, 1961–28. März 1962)
    - Ministerpräsident Ahmad Bashir al-Azmah (16. April 1962 bis 14. September 1962)
    - Ministerpräsident Khalid al-Azm (1941, 1946, 1948–1949, 1949–1950, 1951, 17. September 1962–1963) (1941 Präsident)

- Türkei
  - Staatsoberhaupt: Präsident Cemal Gürsel (1960–1966) (1960–1961 Ministerpräsident)
  - Regierungschef: Ministerpräsident İsmet İnönü (1923–1924, 1925–1937, 1961–1965) (1938–1950 Präsident)

### Zentralasien
- Afghanistan
  - Staatsoberhaupt: König Mohammed Sahir Schah (1933–1973)
  - Regierungschef: Ministerpräsident Mohammed Daoud Khan (1953–1963) (1973–1978 Präsident)

- Mongolei
  - Staatsoberhaupt: Vorsitzender des Großen Volks-Churals Dschamsrangiin Sambuu (1954–1972)
  - Regierungschef: Vorsitzender des Ministerrates Jumdschaagiin Tsedenbal (1952–1974) (1974–1984 Vorsitzender des Großen Volks-Churals)

## Australien und Ozeanien
- Australien
  - Staatsoberhaupt: Königin Elisabeth II. (1952–2022)
    - Generalgouverneur: William Sidney, 1. Viscount De L’Isle (1961–1965)

  - Regierungschef: Premierminister Robert Menzies (1939–1941, 1949–1966)

- Neuseeland
  - Staatsoberhaupt: Königin Elisabeth II. (1952–2022)
    - Generalgouverneur:
      - Charles Lyttelton, 10. Viscount Cobham (1957–13. September 1962)
      - Chief Justice Harold Eric Barrowclough (1957, 13. September 1962 bis 9. November 1962) (kommissarisch)
      - Bernard Fergusson (9. November 1962–1967)

  - Regierungschef: Premierminister Keith Holyoake (1957, 1960–1972) (1977–1980 Generalgouverneur)

- Westsamoa (heute Samoa) (seit 1. Januar 1962 unabhängig)
  - Staatsoberhaupt:
    - O le Ao o le Malo Tupua Tamasese Mea'ole (1. Januar 1962–1963)
    - O le Ao o le Malo Malietoa Tanumafili II. (1. Januar 1962–2007)

  - Regierungschef: Premierminister Mata'afa Mulinu'u II. (1. Januar 1962–1970, 1973–1975)

## Europa
- Albanien
  - Parteichef: 1. Sekretär der albanischen Arbeiterpartei Enver Hoxha (1948–1985) (1946–1954 Ministerpräsident)
  - Staatsoberhaupt: Vorsitzender des Präsidiums der Volksversammlung Haxhi Lleshi (1953–1982)
  - Regierungschef: Ministerpräsident Mehmet Shehu (1954–1981)

- Andorra
  - Co-Fürsten:
    - Staatspräsident von Frankreich: Charles de Gaulle (1959–1969)
    - Bischof von Urgell: Ramon Iglésias Navarri (1943–1969)

- Belgien
  - Staatsoberhaupt: König Baudouin I. (1951–1993)
  - Regierungschef: Ministerpräsident Théo Lefèvre (1961–1965)

- Bulgarien
  - Parteichef: Generalsekretär der Bulgarischen Kommunistischen Partei Todor Schiwkow (1954–1989) (1971–1989 Staatsratsvorsitzender) (1962–1971 Ministerpräsident)
  - Staatsoberhaupt: Vorsitzender des Präsidiums der Nationalversammlung Dimitar Ganew (1958–1964)
  - Regierungschef:
    - Vorsitzender des Ministerrats Anton Jugow (1956–19. November 1962)
    - Vorsitzender des Ministerrats Todor Schiwkow (19. November 1962–1971) (1954–1989 Parteichef) (1971–1989 Staatsratsvorsitzender)

- Dänemark
  - Staatsoberhaupt: König Friedrich IX. (1947–1972)
  - Regierungschef:
    - Ministerpräsident Viggo Kampmann (1960–3. September 1962)
    - Ministerpräsident Jens Otto Krag (3. September 1962–1968, 1971–1972)

  - Färöer (politisch selbstverwalteter und autonomer Bestandteil des Königreichs Dänemark)
    - Vertreter der dänischen Regierung: Reichsombudsmann Mogens Wahl (1961–1972)
    - Regierungschef: Ministerpräsident Peter Mohr Dam (1959–1963, 1967–1968)

- Bundesrepublik Deutschland
  - Staatsoberhaupt: Bundespräsident Heinrich Lübke (1959–1969)
  - Regierungschef: Bundeskanzler Konrad Adenauer (1949–1963)

- Deutsche Demokratische Republik
  - Parteichef: Generalsekretär des ZK der SED Walter Ulbricht (1950–1971) (1960–1973 Staatsratsvorsitzender)
  - Staatsoberhaupt: Vorsitzender des Staatsrats Walter Ulbricht (1960–1973) (1950–1971 Parteichef)
  - Regierungschef: Ministerpräsident Otto Grotewohl (1949–1964) (1946–1950 Parteichef)

- Finnland
  - Staatsoberhaupt: Präsident Urho Kekkonen (1956–1982) (1950–1953, 1954–1956 Ministerpräsident)
  - Regierungschef:
    - Ministerpräsident Martti Miettunen (1961–13. April 1962, 1975–1977)
    - Ministerpräsident Ahti Karjalainen (13. April 1962–1963, 1970–1971)

- Frankreich
  - Staatsoberhaupt: Präsident Charles de Gaulle (1959–1969) (1944–1946 Leiter der provisorischen Regierung), (1958–1959 Präsident des Ministerrats)
  - Regierungschef:
    - Premierminister Michel Debré (1959–14. April 1962)
    - Premierminister Georges Pompidou (14. April 1962–1968) (1969–1974 Präsident)

- Griechenland
  - Staatsoberhaupt: König Paul (1947–1964)
  - Regierungschef: Ministerpräsident Konstantinos Karamanlis (1955–1958, 1958–1961, 1961–1963, 1974–1980) (1980–1985, 1990–1995 Staatspräsident)

- Irland
  - Staatsoberhaupt: Präsident Éamon de Valera (1959–1973) (1932–1948, 1951–1954, 1957–1959 Ministerpräsident)
  - Regierungschef: Taoiseach Seán Lemass (1959–1966)

- Island
  - Staatsoberhaupt: Präsident Ásgeir Ásgeirsson (1952–1968) (1932–1934 Ministerpräsident)
  - Regierungschef: Ministerpräsident Ólafur Thors (1942, 1944–1947, 1949–1950, 1953–1956, 1959–1963)

- Italien
  - Staatsoberhaupt:
    - Präsident Giovanni Gronchi (1955–11. Mai 1962)
    - Präsident Antonio Segni (11. Mai 1962–1964) (1955–1957, 1959–1960 Ministerpräsident)

  - Regierungschef: Ministerpräsident Amintore Fanfani (1954, 1958–1959, 1960–1963, 1982–1983, 1987)

- Jugoslawien
  - Staatsoberhaupt: Präsident Josip Broz Tito (1953–1980) (1945–1963 Ministerpräsident)
  - Regierungschef: Ministerpräsident Josip Broz Tito (1945–1963) (1953–1980 Präsident)

- Kanalinseln[1]
  - Guernsey
    - Staats- und Regierungschef: Herzog Herzogin Elisabeth II. (1952–2022)
      - Vizegouverneur: Geoffrey Robson (1958–1964)

  - Jersey
    - Staats- und Regierungschef: Herzog Herzogin Elisabeth II. (1952–2022)
      - Vizegouverneur: George Erskine (1958–1963)

- Liechtenstein
  - Staatsoberhaupt: Fürst Franz Josef II. (1938–1989)
  - Regierungschef:
    - Alexander Frick (1945–16. Juli 1962)
    - Gerard Batliner (16. Juli 1962–1970)

- Luxemburg
  - Staatsoberhaupt: Großherzogin Charlotte (1919–1964) (1940–1945 im britischen Exil)
  - Regierungschef: Ministerpräsident Pierre Werner (1959–1974, 1979–1984)

- Isle of Man[1]
  - Staatsoberhaupt: Lord of Man Elisabeth II. (1952–2022)
    - Vizegouverneur: Ronald Herbert Garvey (1959–1966)

  - Regierungschef: Vorsitzender des Exekutivrats Charles Kerruish (1961–1967)

- Monaco
  - Staatsoberhaupt: Fürst: Rainier III. (1949–2005)
  - Regierungschef:
    - Staatsminister Émile Pelletier (1959–23. Januar 1962)
    - Staatsminister Pierre Blanchy (1944, 1949, 23. Januar 1962–1963) (kommissarisch)

- Niederlande
  - Staatsoberhaupt: Königin Juliana (1948–1980)
  - Regierungschef: Ministerpräsident Jan de Quay (1959–1963)
  - Niederländische Antillen (Land des Königreichs der Niederlande)
    - Vertreter der niederländischen Regierung:
      - Gouverneur Christiaan Winkel (1961–9. August 1962)
      - Gouverneur Aldert van Bruggen (9. August 1962–10. September 1962)
      - Gouverneur Cola Debrot (10. September 1962–1970)

    - Regierungschef: Ministerpräsident Efraïn Jonckheer (1954–1968)

- Norwegen
  - Staatsoberhaupt: König Olav V. (1957–1991)
  - Regierungschef: Ministerpräsident Einar Gerhardsen (1945–1951, 1955–1963, 1963–1965)

- Österreich
  - Staatsoberhaupt: Bundespräsident Adolf Schärf (1957–1965)
  - Regierungschef: Bundeskanzler Alfons Gorbach (1961–1964)

- Polen
  - Parteichef: 1. Sekretär Władysław Gomułka (1943–1948, 1956–1970)
  - Staatsoberhaupt: Staatsratsvorsitzender Aleksander Zawadzki (1952–1964)
  - Regierungschef: Ministerpräsident Józef Cyrankiewicz (1947–1952, 1954–1970) (1970–1972 Staatsratsvorsitzender)

- Portugal
  - Staatsoberhaupt: Präsident Américo Tomás (1958–1974)
  - Regierungschef: Ministerpräsident António de Oliveira Salazar (1932–1968)

- Rumänien
  - Parteichef: Generalsekretär Gheorghe Gheorghiu-Dej (1945–1954, 1955–1965) (1952–1954 Ministerpräsident) (1961–1965 Staatsoberhaupt)
  - Staatsoberhaupt: Vorsitzender des Staatsrats Gheorghe Gheorghiu-Dej (1961–1965) (1945–1954, 1955–1965 Parteichef) (1952–1954 Ministerpräsident)
  - Regierungschef: Ministerpräsident Ion Gheorghe Maurer (1961–1974) (1958–1961 Staatsoberhaupt)

- San Marino
  - Staatsoberhaupt: Capitani Reggenti
    - Giovanni Vito Marcucci (1. Oktober 1961 bis 1. April 1962, 1966–1967, 1975–1976) und Pio Galassi (1. Oktober 1961 bis 1. April 1962)
    - Domenico Forcellini (1947–1948, 1951–1952, 1955, 1958–1959, 1. April 1962 bis 1. Oktober 1962, 1967–1968) und Francesco Valli (1. April 1962 bis 1. Oktober 1962, 1966, 1970, 1974–1975, 1978)
    - Antonio Maria Morganti (1. Oktober 1962 bis 1. April 1963) und Agostino Biordi (1949–1950, 1959, 1. Oktober 1962 bis 1. April 1963)

  - Regierungschef: Außenminister Federico Bigi (1957–1972)

- Schweden
  - Staatsoberhaupt: König Gustav VI. Adolf (1950–1973)
  - Regierungschef: Ministerpräsident Tage Erlander (1946–1969)

- Schweiz[2]
  - Bundespräsident Paul Chaudet (1959, 1. Januar 1962–31. Dezember 1962)
  - Bundesrat:
    - Paul Chaudet (1955–1966)
    - Friedrich Traugott Wahlen (1959–1965)
    - Jean Bourgknecht (1960–30. September 1962)
    - Willy Spühler (1960–1970)
    - Ludwig von Moos (1960–1971)
    - Hans-Peter Tschudi (1960–1973)
    - Hans Schaffner (1961–1969)
    - Roger Bonvin (30. September 1962–1973)

- Sowjetunion
  - Parteichef: Erster Sekretär der KPdSU Nikita Chruschtschow (1953–1964) (1958–1964 Vorsitzender des Ministerrats)
  - Staatsoberhaupt: Vorsitzender des Präsidiums des obersten Sowjets Leonid Breschnew (1960–1964, 1977–1982) (1964–1982 Parteichef)
  - Regierungschef: Vorsitzender des Ministerrats Nikita Chruschtschow (1958–1964) (1953–1964 Parteichef)

- Spanien
  - Staats- und Regierungschef: Caudillo Francisco Franco (1939–1975)

- Tschechoslowakei
  - Parteichef: Vorsitzender Antonín Novotný (1953–1968) (1957–1968 Präsident)
  - Staatsoberhaupt: Präsident Antonín Novotný (1957–1968) (1953–1968 Parteichef)
  - Regierungschef: Ministerpräsident Viliam Široký (1953–1963)

- Ungarn
  - Parteichef: Generalsekretär der Partei der Ungarischen Werktätigen János Kádár (1956–1988) (1956–1958, 1961–1965 Ministerpräsident)
  - Staatsoberhaupt: Vorsitzender des Präsidentschaftsrats István Dobi (1952–1967) (1948–1952 Ministerpräsident)
  - Regierungschef: Ministerpräsident János Kádár (1956–1958, 1961–1965) (1965–1968 Parteichef)

- Vatikanstadt
  - Staatsoberhaupt: Papst Johannes XXIII. (1958–1963)
  - Regierungschef: Kardinalstaatssekretär Amleto Giovanni Cicognani (1961–1969)

- Vereinigtes Königreich
  - Staatsoberhaupt: Königin Elisabeth II. (1952–2022) (gekrönt 1953)
  - Regierungschef: Premierminister Harold Macmillan (1957–1963)

- Republik Zypern
  - Staats- und Regierungschef: Präsident Makarios III. (1960–1974, 1947–1977)